# 蒺藜
蒺藜（學名：Tribulus terrestris），古名茨（音同“瓷”），為蒺藜科蒺藜屬植物。莖皮纖維可供作製紙之用；種子榨油可供作工業用，油餅則可作為肥料；全草於秋季時曬乾可熏殺蚊蟲；亦可作為牧草。本種果實因具刺狀物而得名刺蒺藜。

## 形態特徵

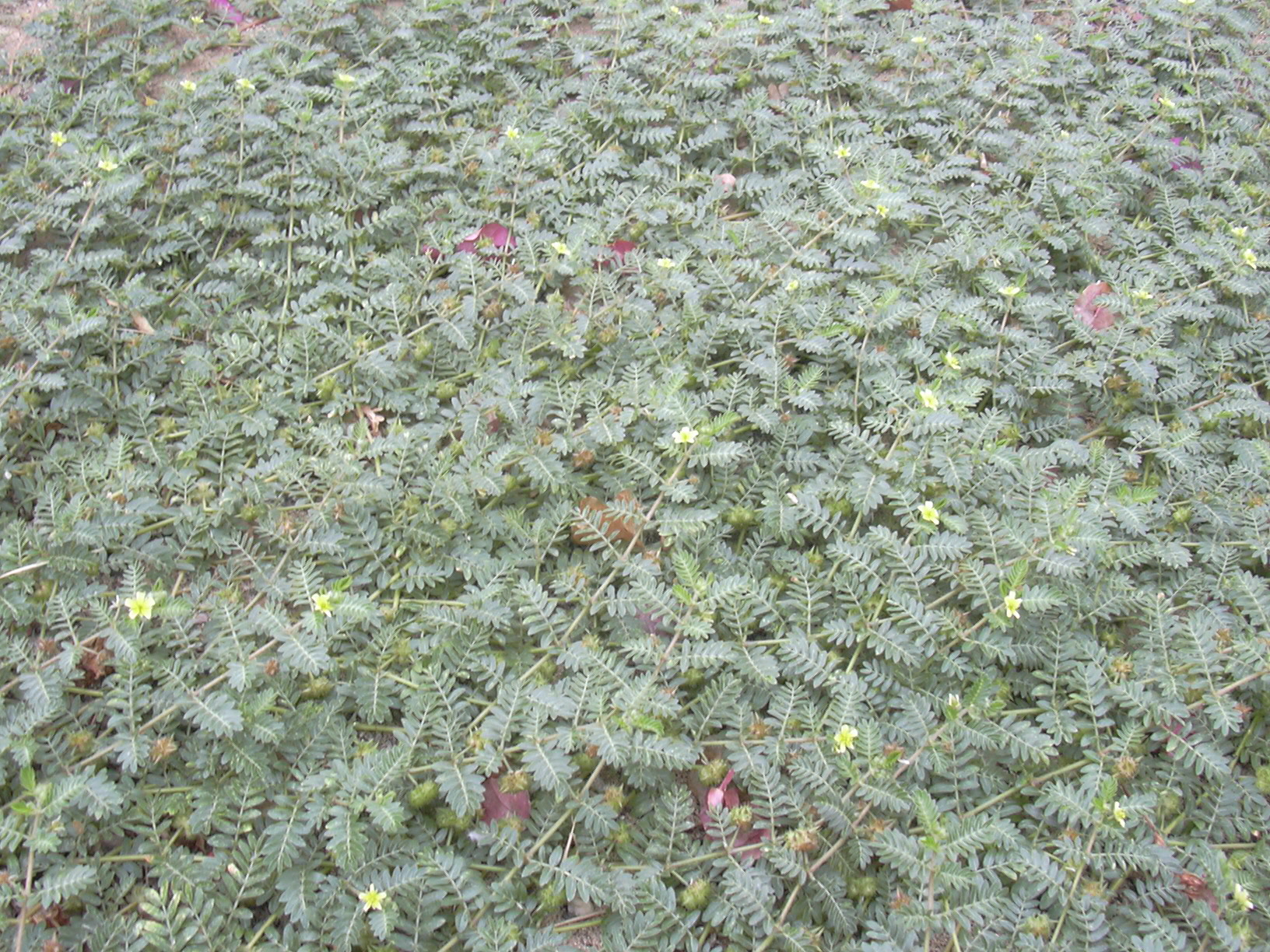
蒺藜的生長形態

蒺藜是一種一年生或二年生匍匐草本植物，全株密披灰白色絹絲狀長柔毛或白色硬毛。莖淡褐色，從根部分枝，平卧於地面呈蔓生狀或略傾斜上升，披稍卷曲的絹絲狀長柔毛或長硬毛，柔軟強韌，長約10－60厘米，長可達1米。
- 葉：葉為偶數羽狀複葉，互生，平卧地面，不等大[10]，長約1.5－5厘米[4][8]；小葉2[12]－14[6]對，較大的複葉與較小的複葉交互對生[6]，長圓形或長橢圓形[7]，先端鈍或具短凸尖頭[14]，基部稍歪斜[7]，近圓形，全緣，具緣毛[15]，表面無毛[13]或僅沿主脈披毛[10]，背面披銀色絹絲狀毛[10]，長約5－17[16]毫米，寬約2－5毫米[4]；葉柄極短或近無柄[6]；托葉4枚[15]，對生，披針形，漸尖，邊緣呈半透明狀膜質[6]，披絲狀長柔毛[10]，具柄[6]，長約2－3毫米[5]。
- 花：花黃色，細小，單生於葉腋，春末夏初開放[9]，直徑約1厘米[10][14]；花梗披絲狀柔毛，短於葉片，長約1－1.6厘米[7]；花萼5裂，狹披針形，綠色，外披絲狀長柔毛[10]，離生[6]，宿存，長約3－5[7][8]毫米；花瓣5枚，黃色[7]，長圓形[7]或楔形[9]，頂端稍呈截形[7]，稍長於花萼，早落[12]，長約7毫米[6]；雄蕊10枚，2輪排列[9]，5長5短[12]，5枚 1外輪較長的雄蕊與花瓣對生[9][11]，5枚內輪較短的雄蕊基部有鱗片狀腺體[6][9][11]；子房上位[11]，5室[5]，卵形[11]，披粗毛[10]，每室有3－4顆胚珠[5]，花柱短，單體[4][16]，柱頭5裂，線形[11]。

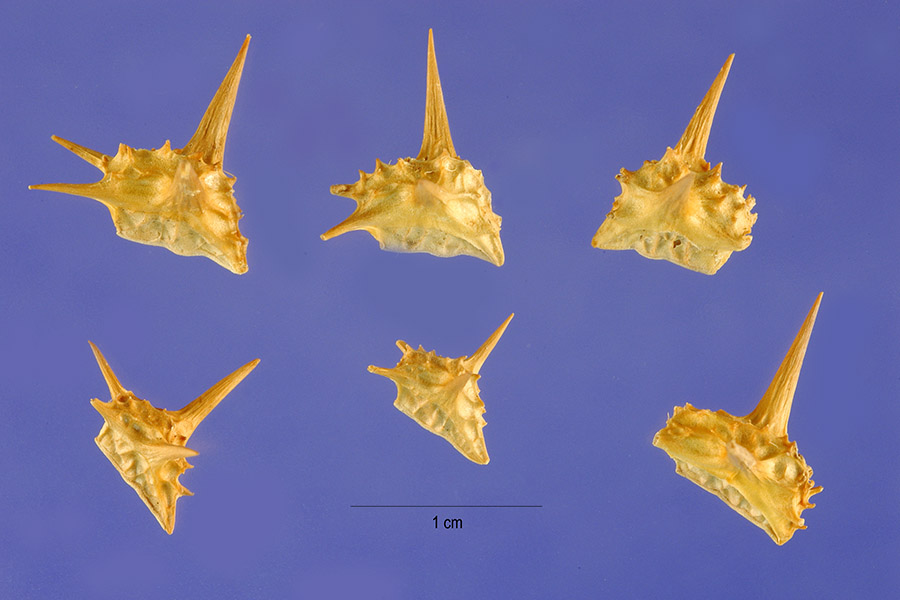
蒺藜果實的銳刺對車輛輪胎可構成危險

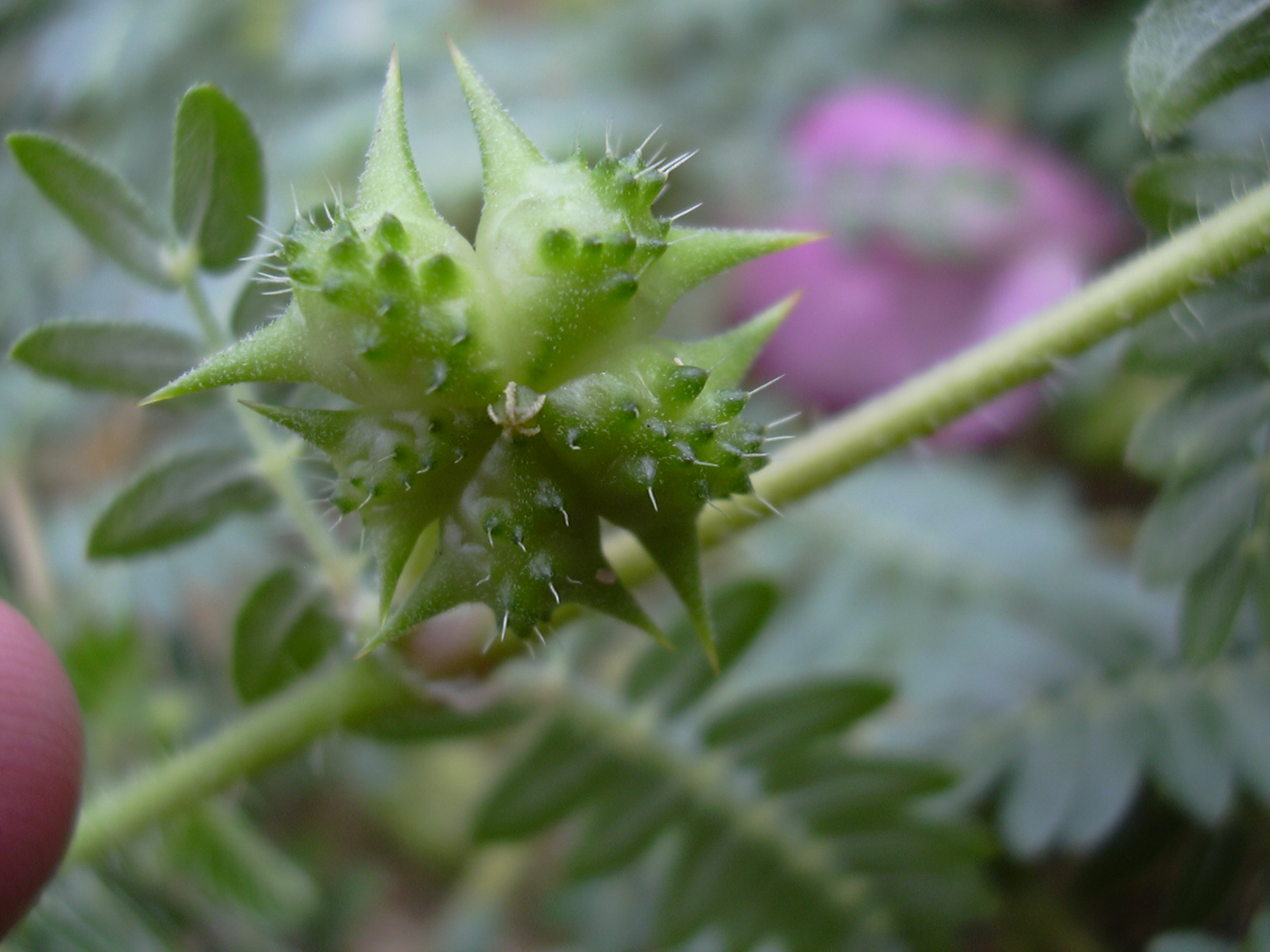
蒺藜的果實

- 果：果為蒴果，五角形[11]，直徑約1厘米[10]；由5枚堅硬不開裂的分果瓣所組成[9][10]，成熟時分離[4][11]；果瓣斧形[11]，中部邊緣有廣展或平生的銳刺1對[14]，下部常有較短的銳刺1對[14]，背面瘤狀突起及有短硬毛[11]，分果瓣長約4－6[14]毫米，有種子2－3枚[4]，種子間有隔膜[16]。種子長卵圓形，稍扁，具油性[9]。

## 分佈
蒺藜原產於澳洲亞熱帶地區，現分佈於非洲的西班牙加那利群島、埃及、利比亞、摩洛哥、突尼斯、阿爾及利亞、索馬里、 肯尼亞、烏干達、坦桑尼亞、加蓬、扎伊爾、喀麥隆、加納、馬里、尼日爾、尼日利亞、貝寧、多哥、塞內加爾、馬拉維、贊比亞、津巴布韋、莫桑比克、南非、斯威士蘭、納米比亞、博茨瓦納、萊索托及馬達加斯加等；亞洲的中國、日本、蒙古、哈薩克斯坦、吉爾吉斯斯坦 、塔吉克斯坦、土庫曼斯坦、烏茲別克斯坦、俄羅斯、格魯吉亞、亞美尼亞、阿塞拜疆、阿富汗、印度、巴基斯坦、塞浦路斯、以色列、約旦、伊拉克、伊朗、黎巴嫩、敘利亞、土耳其、沙特阿拉伯及科威特等；歐洲的奧地利、匈牙利、烏克蘭、摩爾多瓦、阿爾巴尼亞、保加利亞、意大利、希臘、羅馬尼亞、法國、西班牙、葡萄牙及澳大利亞等地區，中國國內分佈於山東、河南、河北、安徽、江蘇、山西、陝西及四川等省區，以長江以北分佈最為普遍。 野外分佈於田邊、路旁、坡地、草原、河邊草叢、河邊砂灘、海濱砂地及荒丘的乾旱地。

## 藥用
蒺藜以果實為主要的藥用部份。
- 根：蒺藜以乾燥根部入藥，中藥名為蒺藜根，主治牙齒外傷動搖[2]。
- 莖葉：蒺藜以乾燥莖葉入藥，味辛，性平，中藥名為蒺藜苗，具除濕、袪風、止癢、消癰等功效，主治嘔吐泄瀉、暑濕傷中、皮膚風癢、疥癬、癰腫等症狀[2]。
- 花：蒺藜以乾燥花入藥，中藥名為蒺藜花，主治白癜風等症狀[2]。
- 果實：蒺藜以乾燥成熟果實入藥，味苦、辛，性平[19]或微溫[20][21]，有小毒[11]，歸肝經[20]，屬驅瘀血藥[19]，中藥名為蒺藜、蒺藜子、刺蒺藜，以蒺藜子之名始載於《神農本草經》，列為上品[22]，記載為「蒺藜子，味苦，溫。主惡血，破癥結積聚；喉痹；乳難。久服長肌肉；明目；輕身。一名旁通，一名屈人，一名止行，一名犲羽，一名升推。生平澤或道旁。」[20]。藥材主產於山東、河南、河北、安徽、江蘇、山西、陝西及四川等省份[23]，以長江流域以北產量較大[22]，具苦溫補腎[19]、袪風明目、辛溫瀉肺氣而散肝風[19]、活血、疏肝解鬱[19]、行氣破血、止癢、下氣等功效[11][20][21]，主治虛勞腰痛[19]、肝陽上亢、能散肝經風熱[20]、頭痛、眩暈、肝鬱氣滯、胸脅脹痛、乳房脹痛、乳閉不通、經閉、遺精帶下[19]、痔漏陰頹[19]、風熱上熱、目赤翳障、白癜風、 風疹瘙癢、瘡疽、瘰鬁、催生墜胎[19]、臟腑氣血積聚及清除死血、瘀血、壞血、腹部腫塊等症狀[2][20]，長期服用可改善視力、生長肌肉、身體靈便輕捷等[20][22]，現代藥理研究表明蒺藜具抗過敏、抗炎、 抗腫瘤、抗心肌缺血、抗動脈硬化[19]、抗腸痙攣[19]、鎮痛、保肝、保護視網膜神經細胞、降血糖、降血壓[19]、利尿、延緩衰老[19]、提高性慾等作用[22]，臨床應用於肝氣鬱結、胸脅不舒、目赤腫痛、眼結膜炎、怕光多淚、頭痛眩暈、冠心病、高血壓、經閉、經痛、乳脹、乳房結塊、乳汁不下等治療上[22]，孕婦慎服[19]。
- 種子：蒺藜以種子入藥，為強壯緩和藥，能促進乳汁分泌、通經、諸瘍等治療上，種子炒至微黃後除刺，可磨麵作燒餅或蒸食作救荒之用[14]。

### 鉴定
- 果實：中藥蒺藜以乾燥成熟果實入藥，於秋季果實成熟時採割全株，曬乾後打下果實並除去雜質[9][21]，再次曬乾；本品質地堅硬，由5枚分果瓣聚合而成[19]，為放射狀排列成五棱狀球形，直徑約7－12毫米[23]；常分裂成單一的分果瓣，呈斧狀三角形[23]或橘瓣狀[9]，黃白色，長約4.5毫米，寬約4.5毫米，厚約3毫米[9]；果皮堅硬，木質，側面粗糙，較薄，綠白或灰白色[19]，具網紋，背部淡黃綠色[21][23]，弓形隆起[9]，有縱棱及小刺，並有對稱的長、短刺各1對，成八字形分開，1室內含種子約3－4枚；種子長卵圓形，稍扁，具油性[9][21][23]。飲片刺手，質地堅硬，切斷面可見黃白或白色具油性的種仁[19]。氣微，無臭[19]，味苦、辛，傳統經驗則認為以色灰白、背部淡黃綠色[9]、果粒均勻及堅實飽滿者為佳[21]。

### 成份
蒺藜主要成份有甾體皂苷元、甾體皂苷類、生物鹼類、黃酮苷類等化學成分，當中的甾體皂苷類為主要活性成分。

## 别名
別稱蒺藜蓇葖、蒺藜骨子、蒺藜狗子、蒺藜拉子、蒺利子、蒺藜子、硬蒺藜、刺蒺藜、土蒺藜、社蒺藜、即藜、地菱、地菱兒、蒺骨子、白蒺藜、白蒺藜子、三角蒺藜、三角刺、三腳虎、三腳丁、三腳馬仔、七裡丹、七里丹、八角刺、地菱、野菱角、菱角刺、陀羅刺、旱草、攔路虎、虎郎子、鬼頭刺、鬼見愁、伊曼-章古、止行、章古、旁通、屈人、犲羽、升推及茨等，

## 外部連結
- 蒺藜 Jili （页面存档备份，存于） 藥用植物圖像數據庫 (香港浸會大學中醫藥學院) （中文）（英文）
- 蒺藜 中藥材圖像數據庫  (香港浸會大學中醫藥學院) （中文）（英文）
- 蒺藜 Ji Li （页面存档备份，存于） 中藥標本數據庫 (香港浸會大學中醫藥學院) （繁體中文）（英文）
- （简体中文）. 中國自然博物館物种相册.   [September 18, 2011].[]
- . 臺灣本土植物資料庫.   [September 18, 2011]. （原始内容存档于2020-11-28）.
- . 台灣生物多樣性資訊入口網.   [September 18, 2011]. （原始内容存档于2014-05-17）.
- . 台灣植物資訊整合查詢系統.   [September 18, 2011]. （原始内容存档于2016-03-05）.
- . 二仁溪整治生態效益網站 生態調查結果.   [September 18, 2011].[永久]
- . Tropicos.   [September 18, 2011]. （原始内容存档于2020-10-28）.
- . 中山大學生物數字博物館.   [September 22, 2011]. （原始内容存档于2013年12月2日）.

 维基共享资源上的相關多媒體資源：蒺藜
 維基物種上的相關：蒺藜
- Tribulus Terrestris Extract